# Wolfgang Filbrich
Wolfgang Filbrich ist ein ehemaliger deutscher Skilangläufer und heutiger Skisportfunktionär.

## Werdegang

### Als Sportler
Filbrich startete für den SC Motor Zella-Mehlis und gewann mit der Vereinsstaffel bei den DDR-Skimeisterschaften 1971 in Johanngeorgenstadt die Bronzemedaille über 4 × 10 km. Im 15-km-Einzelrennen wurde er zuvor Sechster.

### Als Trainer & Funktionär
Noch zu Zeiten der DDR übernahm Filbrich den Posten des Cheftrainers im Biathlon beim ASK Vorwärts Oberhof. Zudem studierte er Sport und wurde Diplomsportlehrer. Nach der Wende übernahm Filbrich die Verantwortung am Wintersportort Oberhof und war später über viele Jahre Organisationschef für den Biathlon-Weltcup am Rennsteig. 1996 wurde er Geschäftsführer der Rennsteig-Thermen GmbH in Oberhof. Zudem leitete er über viele Jahre den Oberhofer Standort des Olympiastützpunkts Thüringen und das dortige Bundesleistungszentrum. Bei den Biathlon-Weltmeisterschaften 2004 war Filbrich Vorsitzender des Organisationskomitee. Im Jahr 2008 wurde gegen Filbrich wegen Korruptionsverdacht im Zusammenhang mit dem Ausbau und Bau der Wintersportstätten in Oberhof ermittelt. Das Verfahren, welches aufgrund eines Beratervertrages mit einer der später in den Oberhofer Sportstätten an der Planung beteiligten Baufirmen eingeleitet wurde, wurde gegen Zahlung einer Geldauflage eingestellt.
2014 zog sich Filbrich von seinem Posten als Chef des Wintersportzentrums Oberhof zurück und ging in den Ruhestand. Sein Nachfolger wurde der ehemalige Bobpilot André Lange. Aufgrund seiner Verdienste rund um den Biathlon in Oberhof erhielt ein Wasserspeicherteich in der Arena am Rennsteig den Namen „Wolfgangsee“.

## Privates
Filbrichs besuchte von 1961 bis 1970 die Kinder- und Jugendsportschule „Paul Harras“ in Zella-Mehlis. Gemeinsam mit Sigrun Krause hat er zwei Söhne. Jens Filbrich war ebenfalls als Skilangläufer aktiv und gewann mehrere Medaillen bei Weltmeisterschaften und Olympischen Spielen. Dessen Bruder Raik war als Nordischer Kombinierer aktiv. Am 9. Juni 2007 erhielt Filbrich den Verdienstorden des Freistaats Thüringen verliehen.